# Eugène Ensfelder
Charles Eugène Ensfelder, né le 7 octobre 1836 à Strasbourg et mort le 11 mai 1876 dans la même ville, est un pasteur luthérien français, devenu dessinateur, graveur et peintre.

## Biographie
Né à Strasbourg, au no 9 de la rue du Chaudron, il effectue sa scolarité au gymnase Jean-Sturm de Strasbourg, entreprend des études de théologie protestante sur l'insistance de ses parents, soutient en 1859 une thèse intitulée Christophe Ostorodt, sa vie et son principal écrit et occupe quelques postes de vicaire.
Après une rencontre avec le peintre Charles Marchal, qui salue son talent précoce et l'encourage, il part à Paris pour étudier l'art et expose au Salon dès 1865. À son retour en Alsace, il enseigne le dessin à Bouxwiller, puis à l'École israélite des arts et métiers de Strasbourg. Il travaille aussi pour l'Imagerie d'Épinal et pour plusieurs périodiques et almanachs.

## Galerie

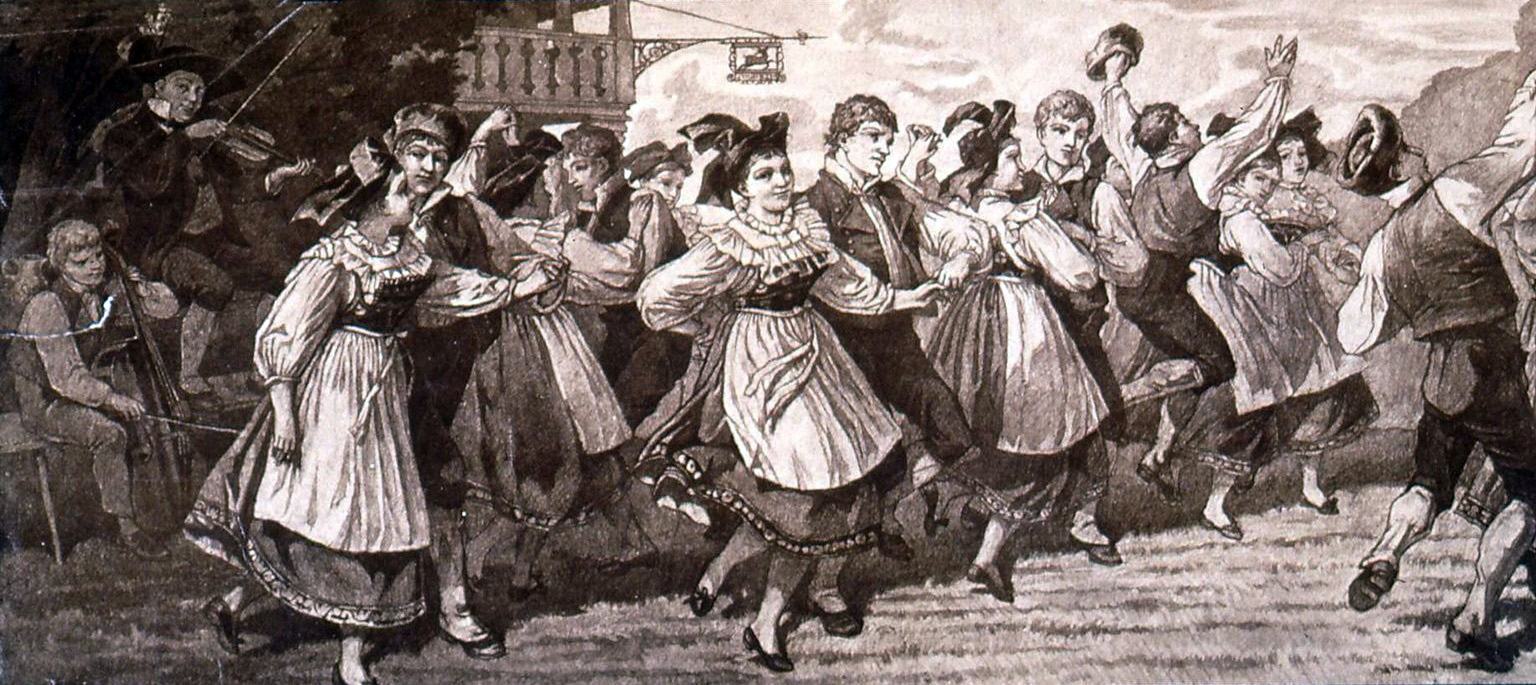
Bal populaire (1850).
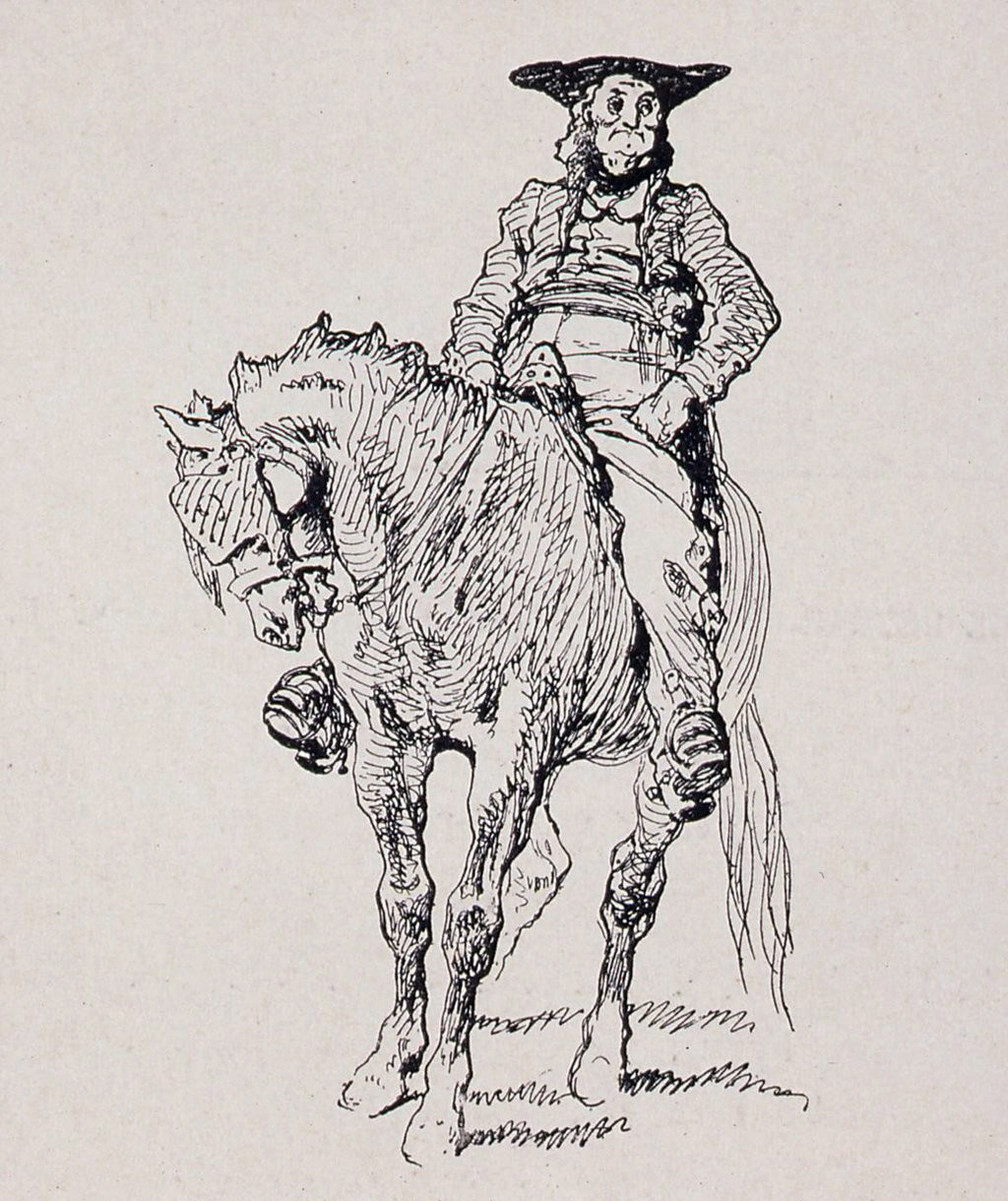
Programme du banquet des étudiants alsaciens-lorrains (1909).